# Río de la Plata
Río de la Plata (špansko »reka srebra«) — včasih tudi »reka [La] Plata« — je široko rečno ustje oziroma morski rokav lijakaste oblike, ki ga sestavljata reki Urugvaj in Paraná. Od njunega sotočja dalje teče 290 km dolga Rio de la Plata in se izliva v Atlantik. Ob sotočju rek je reka Plata široka 48 km, ob ustju v ocean pa kar 220 km, s čemer velja za najširšo reko na svetu. Predstavlja tudi del meje med državama Urugvaj in Argentina z velikimi pristanišči in glavnima mestoma Buenos Aires na jugozahodu in Montevideo na severovzhodu. Večji mesti ob reki sta še Colonia del Sacramento na urugvajski ter La Plata na argentinski strani.
Izvor imena ni povsem pojasnjen. Po eni teoriji naj bi prvi evropski raziskovalci verjeli, da se ob sotočju rek Paraná in Uruguay nahaja mitološko s srebrnimi rudniki bogato hribovje Sierra del Plata. Iz istega razloga naj bi Argentina dobila ime po latinski besedi za srebro - argentum.
Po drugi teoriji je reka dobila ime, ker je rečna gladina ob sončnih dopoldnevih v resnici srebrne barve.

## Geografija
Río de la Plata se začne ob sotočju rek Urugvaj in Parana pri Punta Gorda in teče proti vzhodu v južni Atlantski ocean. Vzhodnega konca reke ne označuje jasna fizična meja; Mednarodna hidrografska organizacija opredeljuje vzhodno mejo Río de la Plata kot »črto, ki povezuje Punta del Este v Urugvaju in Cabo San Antonio v Argentini«.
Čeprav se o njej na splošno govori kot o reki, nekateri geografi menijo, da je Río de la Plata velik zaliv ali obrobno morje Atlantskega oceana. Za tiste, ki jo imajo za reko, je najširša na svetu, z največjo širino približno 220 kilometrov in skupno površino približno 35.000 kvadratnih kilometrov.

### Otoki in plitvine
Zgornja reka vsebuje več otokov: otok Oyarvide in otok Solís v argentinskih vodah ter otok Juncal, Islote el Matón, otok Martín García in otok Timoteo Domínguez v urugvajskih vodah. Zaradi nalaganja usedlin zaradi pretočne obremenitve, ki jih prinašajo pritoki reke, otoki v Río de la Plata postopoma rastejo.
Potopljena plitvina Barra del Indio deli Río de la Plata na notranji sladkovodni rečni del in zunanje brakično (pol slano) ustje. Plitvina se nahaja približno med Montevideom in Punta Piedras (severozahodni konec zaliva Samborombón). Notranji rečni pas je dolg približno 180 kilometrov in širok do 80 kilometrov, globina pa se giblje od približno 1 do 5 metrov; globina zunanjega izlivnega pasu se poveča s 5 na 25 metrov. Rečni odtok je dovolj močan, da slani vodi preprečuje prodiranje v notranji del.

## Hidrologija
Río de la Plata se obnaša kot estuarij, v katerem se mešata sladka in morska voda. Sladka voda prihaja predvsem iz reke Paraná (ene najdaljših rek na svetu in glavnega pritoka La Plate), pa tudi iz reke Urugvaj in drugih manjših pritokov. V tokovih v Río de la Plata prevladuje plimovanje, ki sega do njenih izvirov in naprej, v reki Urugvaj in Parana. Na obe reki plimovanje vpliva približno 190 kilometrov. Območja plime in oseke v Río de la Plata so majhne, vendar njena velika širina omogoča plimsko prizmo, ki je dovolj pomembna, da prevladuje nad režimom pretoka, kljub velikemu pretoku iz pritokov.
Reka je solni klin estuarija, v katerem slana voda, ki je bolj gosta od sladke, prodre v izliv v plasti pod sladko vodo, ki plava na površju. Slane fronte ali haloklini se oblikujejo na dnu in na površini, kjer se stikajo sladke in slane vode. Fronte slanosti so tudi piknoklini zaradi prekinitev gostote vode. Imajo pomembno vlogo v reproduktivnih procesih vrst rib.

### Porečje
Porečje Río de la Plata je hidrografsko območje s 3.170.000 kvadratnimi kilometri, ki se izliva v Río de la Plata. Vključuje območja jugovzhodne Bolivije, južne in osrednje Brazilije, celotne države Paragvaj, večino Urugvaja in severne Argentine. Sestavlja približno četrtino površine celine in je drugo največje porečje v Južni Ameriki (za porečjem Amazonke) in eno največjih na svetu.

### Pritoki
Glavne reke porečja La Plate so reka Parana, reka Paragvaj (glavni pritok Parane) in reka Urugvaj.
Med glavne pritoke reke Paraná spadajo reke: Paranaíba, Grande, Tietê, Paranapanema, Iguasu, reka Paragvaj in reka Salado, nato pa se konča v veliki delti Parane. Reka Paragvaj teče skozi mokrišče Pantanal, njeni glavni pritoki pa sta reki Pilcomayo in Bermejo, preden se konča v reki  Parana. Glavni pritoki Urugvaja so reke Pelotas, Canoas, Ibicuí in Río Negro. Drug pomemben pritok Río de la Plata je reka Salado del Sur.

## Zgodovina
Kot prvi Evropejec je leta 1516 reko odkril španski pomorščak Juan Díaz de Solís, ki je iskal prehod iz Atlantskega v Tihi ocean. Reko je poimenoval Mar Dulce (sladkovodno morje). Ko se je njegova odprava izkrcala v bližiji sotočja rek Paraná in Uruguay, so jo napadli staroselci (najverjetneje Gvarani, dolgo so bili »obtoženi« Čarui) ter ubili Solísa in večino posadke.
Leta 1536 je Pedro de Mendoza ustanovil Buenos Aires kot prvo kolonijo ob obalah reke, vendar je bila leta 1541 opuščena zaradi napadov staroselcev. Leta 1578 je območje obiskal Francis Drake, leta 1580 pa je Juan de Garay obnovil Buenos Aires. Leta 1680 so Portugalci na nasprotnem bregu ustanovili Colonio. Ker je ogorožala trgovski primat Buenos Airesa, je v naslednjem stoletju prihajalo do sporov med Španijo in Portugalsko, Colonia je večkrat zamenjala lastnika, dokler ni leta 1770 dokončno pripadla Španiji. Medtem so, da bi preprečili portugalsko napredovanje, Španci leta 1726 ustanovili Montevideo. Po priključitvi Colonie je bilo ustanovljeno Podkraljestvo Río de la Plata, ki je obsegalo predele današnje severne Argentine in večjega dela Urugvaja.
V letih 1806 in 1807, v času Napoleonovih vojn, so britanske sile izvedle več neuspešnih poskusov invazije na Buenos Aires in Montevideo. Odpor domačinov, predvsem v Buenos Airesu, je nato spodbudil gibanje, ki je privedlo do neodvisnosti Argentine in Urugvaja. 13. decembra 1939 je pred urugvajskim letoviščem Punta del Este prišlo do Bitke v ustju Rio de la Plata med nemškim in britanskim ladjevjem, ki velja za peto pomembnejšo pomorsko bitko druge svetovne vojne.

## Živalstvo
V reki Río de la Plata se mešata rečna in morska voda, in voda sladka zgolj nad Buenos Airesom, brakična med Buenos Airesom in Montevideom ter vzhodno od tod slana morska voda. V skladu s tem so za favno značilne predvsem morske ribe. Pojavijo se ozkonosni gladki morski pes (Mustelus schmitti) in argentinski angelski morski pes (Squatina argentina) ter skata Zapterix brevirostris in Myliobatis goodei. Poleg tega so različne vrste iz družine morske vrane (Cynioscion striatus, Macrodon acylodon, Menticirrhus americanus, Micropogonias fumieri in Paralonchurus brasiliensis) ter črna vrana (Pogonias cromis), krulca Prionotus punctatus in  Prionotus nudigula, trnoboki Parona signata, ena vrsta iz družine ostrižnjakov (Paralichthys sp.), in Urophycis brasiliensis, tri vrste iz sledi (Anchoa marinii, Brevooitia aurea in Engraulis anchoita), vrsta Basilichthys, cipelj (Liza sp. in Mugil sp.), Gobiosoma parri in babice Hypleurochilus fissicornis. Sladkovodne ribe, ki so jih odkrili v Río de la Plata, so biara (Rhaphiodon vulpinus), som Parapimelodus valenciennesi in Megalonema argentinum ter vrsta iz družine lažni trnov som (Trachycorystes sp.). Obstajata tudi dve vrsti delfinov - Laplatska pliskavka (Pontoporia blainvillei) in navadna velika pliskavka (Tursiops truncatus).
Poleg številnih vrst rib v reki živi vrst morskih želv: Caretta caretta, Chelonia mydas in Dermochelys coriacea.